# Naturschutzgebiet Fürstenberg (Ense)
Das Naturschutzgebiet Fürstenberg ist ein 41 ha großes Naturschutzgebiet (NSG) südwestlich von Lüttringen im Gemeindegebiet von Ense im Kreis Soest in Nordrhein-Westfalen. Das NSG wurde 2006 vom Kreistag des Kreises Soest mit dem Landschaftsplan Ense-Wickede ausgewiesen. Das NSG besteht aus zwei Teilflächen. Im Westen recht das NSG bis fast an die Bundesautobahn 445.

## Gebietsbeschreibung
Bei dem NSG handelt es sich um einen Laubwaldkomplex mit Eichen und Rotbuchen mit Altholzanteilen am 279 m hohen Fürstenberg. Siepen durchziehen das NSG. Es befinden sich naturnahen Fließgewässer und Quellen Im NSG. Die Strauchschicht im NSG wird streckenweise von dichten Stechpalmenbeständen dominiert. Auf kalkhaltigem Untergrund hat sich eine geophytenreiche Krautschicht mit Hohler Lerchensporn ausgebildet. Umfangreiche Wallanlagen, alte Siedlungsplätze und eine kleine Kapelle zeugen von der kulturhistorischen Bedeutung des Fürstenberges.

## Schutzzweck
Das NSG soll den Wald mit seinem Arteninventar schützen. Wie bei allen Naturschutzgebieten in Deutschland wurde in der Schutzausweisung darauf hingewiesen, dass das Gebiet „wegen der Seltenheit, besonderen Eigenart und Schönheit des Gebietes“ zum Naturschutzgebiet erklärt wurde.